# Beosus maritimus
Beosus maritimus är en insektsart som först beskrevs av Giovanni Antonio Scopoli 1763.  Beosus maritimus ingår i släktet Beosus, och familjen fröskinnbaggar. Arten är reproducerande i Sverige.

## Bildgalleri

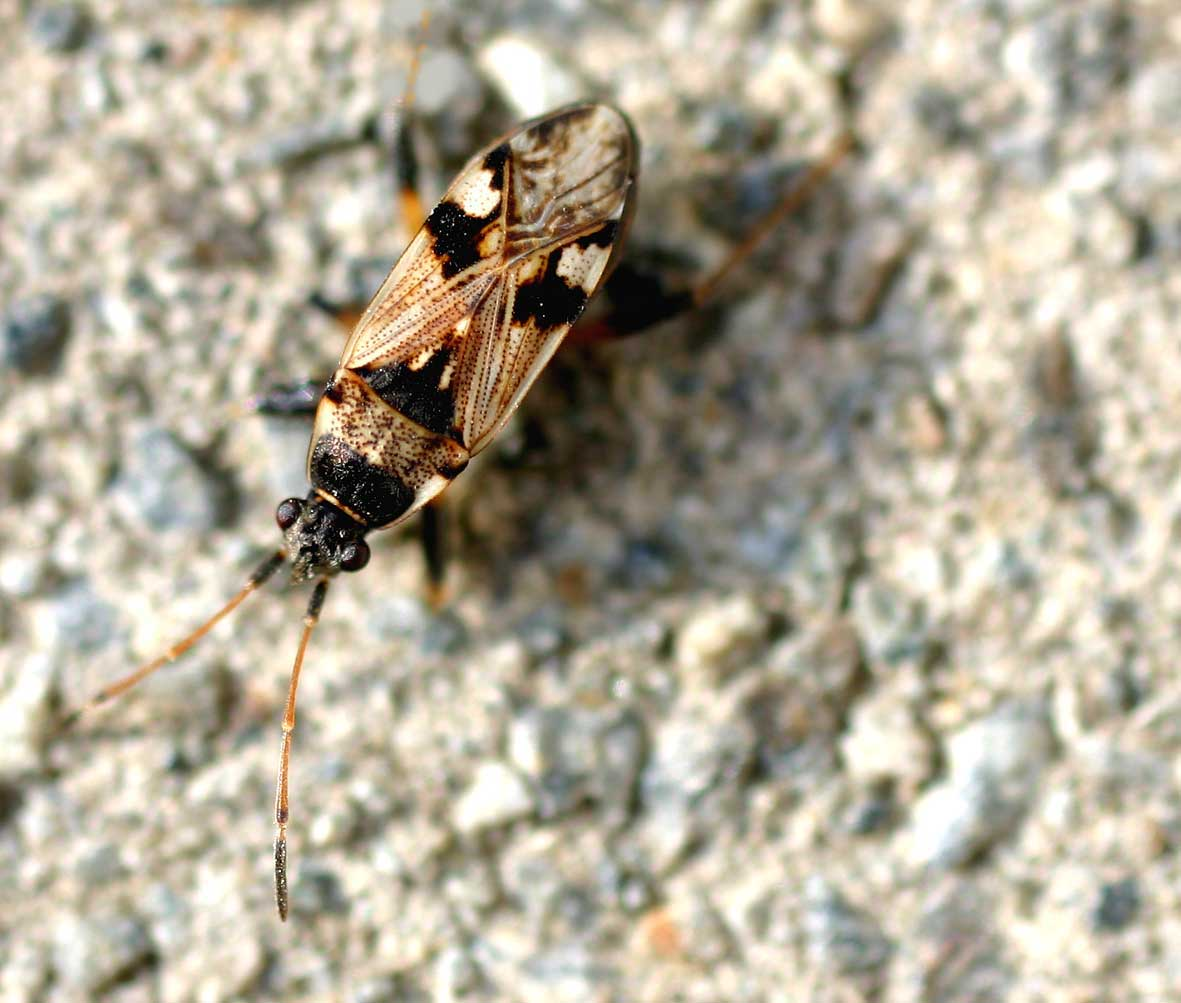
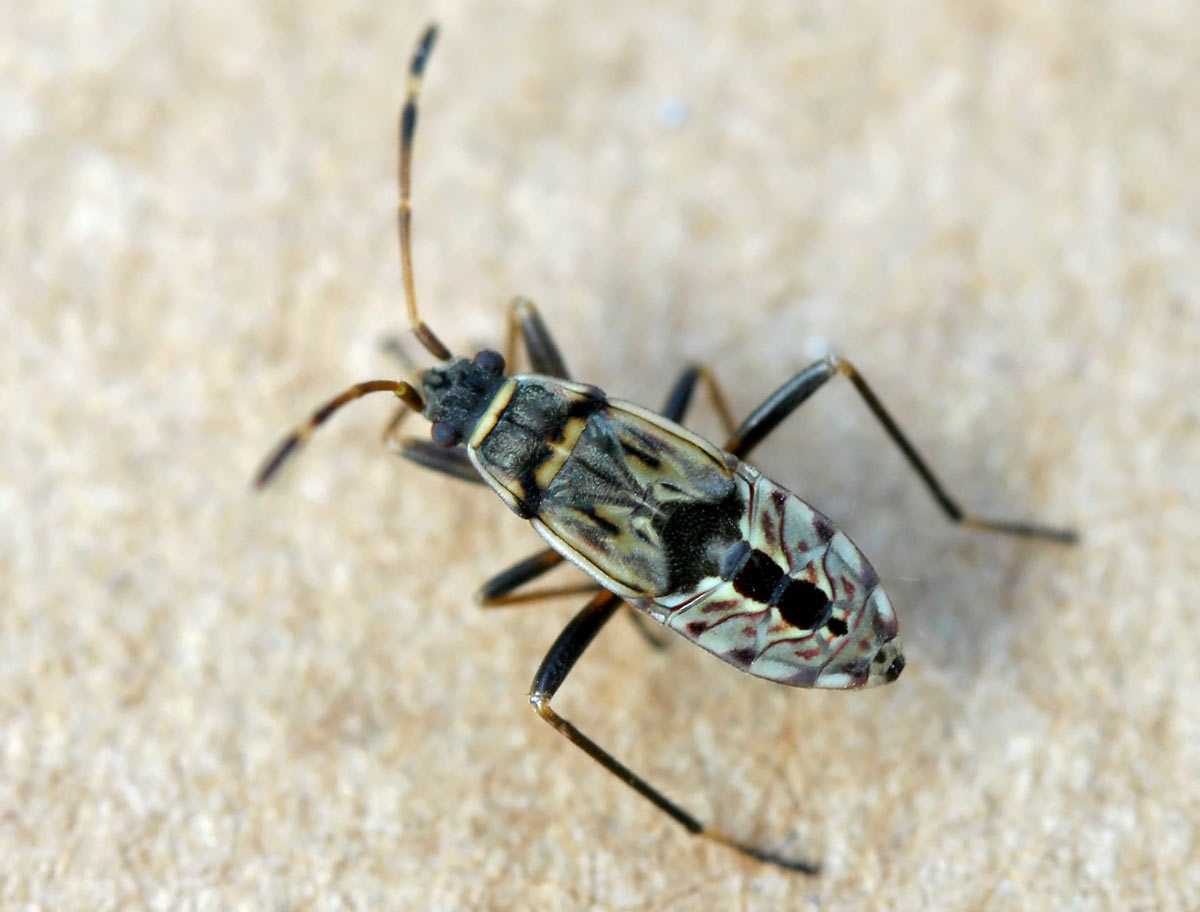